# Nicușor Dan
Pour les articles homonymes, voir Dan.
Nicușor Dan (prononcé : /nikuˈʃor ˈdan/), né le 20 décembre 1969 à Făgăraș (Roumanie), est un mathématicien et homme d'État roumain. Il est président de Roumanie depuis le 26 mai 2025.
En 2015, il fonde la formation libérale Union sauvez Bucarest (USB), devenue l'Union sauvez la Roumanie (USR) l'année suivante. Député de 2016 à 2020, il est élu maire de Bucarest en 2020. Candidat à l'élection présidentielle de 2025, il est élu au second tour face au candidat d'extrême droite eurosceptique George Simion avec près de 54 % des voix.

## Biographie

### Études et carrière professionnelle
Nicușor Daniel Dan est né à Făgăraș dans le județ de Brașov le 20 décembre 1969 d'un père ouvrier et d'une mère comptable.
Il obtient son baccalauréat au lycée Radu-Negru de sa ville natale en 1988. Il reçoit la médaille d'or lors des Olympiades internationales de mathématiques en 1987 et 1988 avec le score parfait de 42 points sur 42 possibles les deux années de suite, et il est l'un des rares candidats à résoudre le difficile problème du saut de Viète.
À l'âge de 18 ans, il part étudier les mathématiques à l'université de Bucarest. En 1992, il émigre en France pour poursuivre ses études à l’École normale supérieure et à l’université Paris-XI, avant de soutenir sa thèse de doctorat en mathématique à l'université Paris-XIII. Il retourne à Bucarest en 1998, en raison de différences culturelles et du désir de contribuer au changement de la Roumanie.
Il est l'un des fondateurs et le premier directeur administratif de l'École normale supérieure de Bucarest (ro), une université créée sur le modèle de l'École normale supérieure de Paris dans le cadre de l’Institut de mathématiques de l'Académie roumaine.

### Débuts en politique
En 1998, Nicușor Dan fonde l'association Jeunes pour l'action sociale (en roumain : Asociația „Tinerii pentru Acțiune Civică”).
Il fonde ensuite l'association sauvez Bucarest (en roumain : Asociația Salvați Bucureștiul) (ASB) en 2006 en réaction à la destruction de maisons au caractère patrimonial par des spéculateurs immobiliers, à la construction de hauts immeubles d'habitation dans des quartiers protégés, ainsi qu'à la diminution de la surface d'espace vert dans Bucarest,. L'association a remporté de nombreux procès contre les autorités locales, comme celui ayant conduit à l'annulation de la construction d'un parc aquatique de 7 hectares dans le parc Tineretului, à la sauvegarde de bâtiments sur la chaussée Kiseleff et à l’annulation de la décision de démolir la place Matache (ro). L'association a également obtenu des changements dans les règles d'urbanisme en 2009. Nicușor Dan et ASB ont toutefois échoué à sauvegarder l'hôtel Marna, bâtiment construit dans l'entre-deux-guerres en style art déco, et démoli en 2011.
Sorin Oprescu, maire de Bucarest de 2008 à 2015, a accusé l'association de vouloir « bloquer le développement de la ville ».

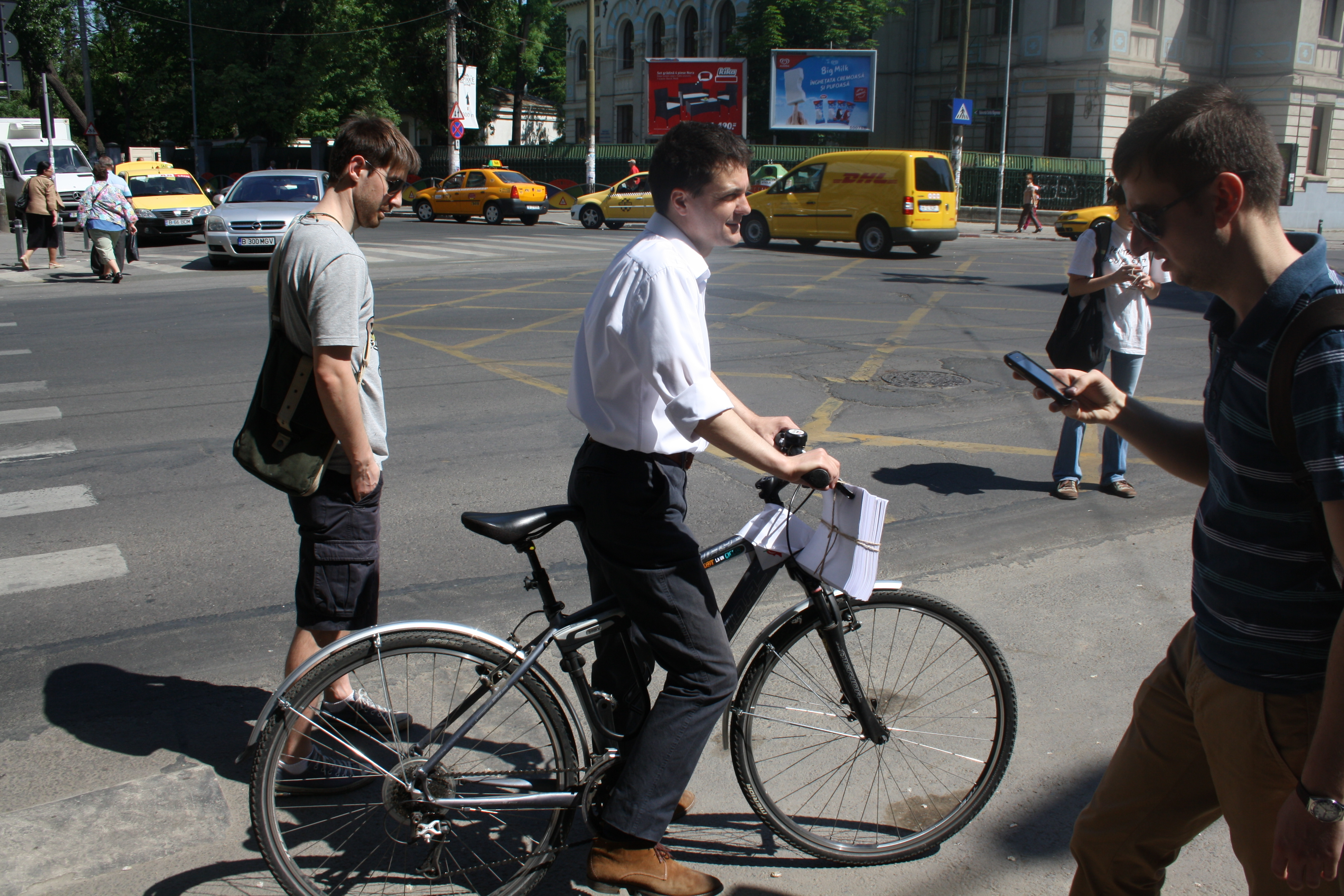
Nicușor Dan lors de la campagne électorale municipale de 2012 à Bucarest.

Nicușor Dan se porte candidat pour devenir maire de Bucarest lors des élections locales de 2012. Sans soutien d'aucun parti politique, il obtient 8,48 % des suffrages — alors que les sondages ne lui en accordaient que 3 % —, se plaçant en quatrième position derrière Sorin Oprescu (candidat indépendant mais bénéficiant du soutien de l'Union sociale-libérale), Silviu Prigoană (ro) (Parti démocrate-libéral) et Vasile-Horia Mocanu (Parti populaire - Dan Diaconescu).
Le 1er juin 2015, Nicușor Dan annonce le lancement de la plateforme politique Union sauvez Bucarest (USB), dans la perspective des élections locales de 2016 à Bucarest. L'USB obtient plus de 25 % des voix, mais ne remporte ni le poste de maire de la ville, ni aucun poste de maire de secteur, en dépit des bons résultats de Nicușor Dan (30,52 % contre 42,97 % pour Gabriela Firea) et Clotilde Armand dans le secteur 1 (28,77 % contre 31,07 % pour Dan Tudorache).
En août 2016, l'activité de USB est étendue au niveau național sous un nouveau nom Union sauvez la Roumanie (USR). Nicușor Dan est élu député dans la circonscription de Bucarest lors des élections législatives de 2016.
Au printemps 2017, l'USR se divise sur la position à adopter sur le mariage homosexuel en Roumanie. Nicușor Dan ne souhaite pas que son parti prenne position sur une inscription dans la constitution d'une définition hétérosexuelle du mariage. Il démissionne de la présidence du parti, après qu'une majorité des membres a décidé de s'opposer.

### Maire de Bucarest
En mai 2019, Nicușor Dan annonce à nouveau sa candidature à la mairie de Bucarest, en tant qu'indépendant. Il fait part de son souhait d’être soutenu par le reste des partis d'opposition, dans le contexte d'élections locales à un tour. Il obtient en décembre 2019 l'investiture de l'Union sauvez la Roumanie. En février 2020, le Parti national libéral (PNL) décide également de soutenir sa candidature. Il devient de fait le candidat commun de la droite roumaine contre la maire sortante sociale-démocrate, Gabriela Firea.
Le 27 septembre 2020, à l'âge de 50 ans, il remporte finalement l'élection et devient maire de Bucarest, après trois tentatives. Sa victoire met fin à douze ans de gestion de la ville par le Parti social-démocrate (PSD). Il est réélu le 9 juin 2024. Il démissionne le 23 mai 2025 après son élection à la présidence de la Roumanie.

### Président de la Roumanie

#### Élection présidentielle de 2025

Dan lors d'un débat présidentiel avec George Simion, le 8 mai 2025.

Le 16 décembre 2024, Nicușor Dan annonce sa candidature à l'élection présidentielle de 2025, après l'annulation du scrutin de 2024 sur fond d'ingérences russes en faveur du candidat d'extrême droite Călin Georgescu.
Il se présente en tant que candidat indépendant, mais se montre ouvert pour obtenir le soutien de partis pro-européens. Il reçoit notamment l'appui de l'USR, qui soutenait à nouveau Elena Lasconi dans un premier temps, de Renouvelons le projet européen en Roumanie (REPER), du Parti Mouvement populaire (PMP), du Parti vert (PV) et de Force de droite (FD).
Les sondages pour le premier tour le placent derrière le candidat d'extrême droite George Simion (Alliance pour l'unité des Roumains) – qui se présente comme le successeur de Călin Georgescu, rendu inéligible – et au coude-à-coude avec Crin Antonescu.
Au premier tour le 4 mai 2025, le candidat nationaliste et eurosceptique George Simion termine en tête avec 40,9 % des voix, Nicușor Dan obtenant 20,9 % des voix, ce qui lui permet malgré tout de se qualifier pour le second tour, à l'issue duquel il est élu avec 53,6 % des voix,. Il est le deuxième maire de la capitale, après Traian Băsescu, élu président. Trois jours plus tard, George Simion dénonce des ingérences étrangères et dépose un recours devant la Cour constitutionnelle pour faire annuler l'élection. Cette demande d'annulation est rejetée le 22 mai suivant par Cour qui l'a jugée infondée.

#### Investiture
Nicușor Dan est investi président de Roumanie le 26 mai 2025, succédant à Ilie Bolojan, qui assure l'intérim, et indirectement à Klaus Iohannis, qui avait démissionné le 12 février précédent.

## Positionnement politique

### Politique extérieure
Nicușor Dan a constamment défendu des positions pro-occidentales et considère que l'intégration de la Roumanie dans l'Union européenne et l'OTAN constitue un pilier de la sécurité nationale et du progrès économique.
Lors de sa campagne présidentielle de 2025, Dan se positionne comme un fervent défenseur des valeurs démocratiques occidentales ; il soutient la présence de l'OTAN en Roumanie, en particulier dans le contexte de l'invasion russe de l'Ukraine, contrastant fortement avec le nationalisme et l'euroscepticisme de son rival, George Simion.

### Droits LGBT
En 2000, dans un article publié dans l'hebdomadaire conservateur Dilema veche, Nicușor Dan exprime son rejet du « comportement homosexuel dans les espaces publics en Roumanie ». Il le considère comme « une attaque contre les valeurs traditionnelles » et donc contre son « identité collective légitime ». Ces déclarations refont régulièrement surface à partir du début de sa carrière politique, notamment lors de son départ très médiatisé de l'USR en 2017.
Dan prend ensuite ses distances à plusieurs reprises avec ses déclarations antérieures, affirmant qu'il n'est pas homophobe et que son opinion sur la question a considérablement évolué au fil des années,.

## Controverse

### Accusations de collaboration avec la Securitate
En mai 2024, avant les élections locales, un document présumé de la Securitate datant de juillet 1988 fait surface, détaillant la collaboration prétendue de Nicușor Dan avec la police secrète du régime de Ceaușescu. Le document contiendrait des informations fournies par Dan sur ses camarades de lycée ayant participé aux Olympiades internationales de mathématiques de 1987 et 1988.
Dan nie l'authenticité du document, affirmant avoir eu un contact minimal avec les autorités de l'époque. Le leader du PSD et Premier ministre Marcel Ciolacu remet également en question la crédibilité du document, soulignant sa rédaction inhabituellement soignée. Le Conseil national pour l'étude des archives de la Securitate (CNSAS) conclut qu'il s'agit d'un faux, en raison de dates incorrectes, d'expressions atypiques et d'un style d'écriture incohérent avec les machines à écrire utilisées par la Securitate, notamment l'absence de diacritiques typiques des documents authentiques de l'époque.